# Roger Powell (basket-ball)
Pour les articles homonymes, voir Roger Powell et Powell.
Roger Powell, né le 15 janvier 1983 à Joliet, dans l'Illinois, est un joueur et entraîneur américain de basket-ball. Pendant sa carrière de joueur, il évolue au poste d'ailier.